# Heping (Heyuan)

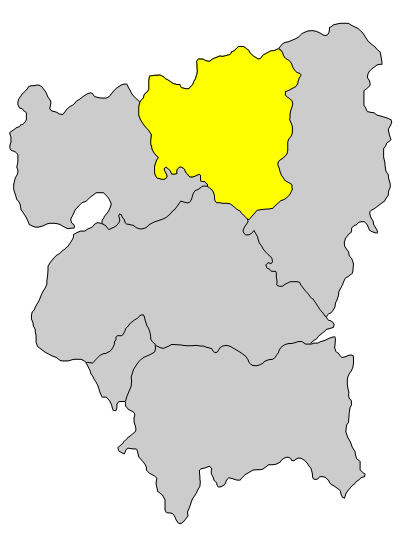
Lage des Kreises Heping innerhalb des Verwaltungsgebietes von Heyuan

Der Kreis Heping (chinesisch 和平县, Pinyin Hépíng Xiàn) ist ein Kreis in der chinesischen Provinz Guangdong. Er gehört zum Verwaltungsgebiet der bezirksfreien Stadt Heyuan. Heping hat eine Fläche von 2.291 km² und zählt 353.903 Einwohner (Stand: Zensus 2020). Hauptort ist die Großgemeinde Yangming (阳明镇).

## Administrative Gliederung
Auf Gemeindeebene setzt sich der Kreis aus siebzehn Großgemeinden zusammen. 